# 推定無罪 (映画)
『推定無罪』（すいていむざい、原題：Presumed Innocent）は、スコット・トゥローの同名小説を元にした1990年公開のアメリカ映画。

## あらすじ
地方検事補のラスティは、仕事では堅物で通り、家庭では良き夫かつ良き父親であった。妻のバーバラは以前優秀な数学者だったが、結婚生活のため学業を断念して今は主婦業にいそしんでいる。
ある日、ラスティは上司から、児童虐待を担当する若い新人の補佐を命じられる。その新人とはキャロリンという女性で、なかなか美人であった。彼女は、弱者を虐げる犯罪を許せないという正義感に燃えて職務に当たっていたから、これにラスティは感心して熱心に補佐した。そして二人は協力して立件に成功する。
そのさいラスティは、彼女と関係を持ってしまう。その関係に溺れていたラスティだったが、ラスティに昇進に対する野心がないことを知ると、キャロリンは二人の関係は終わりだとそっけなく言う。彼女のように割り切れないラスティだったが、自分も妻子ある身であり、未練を残すわけにはいかなかった。
それからしばらくしてキャロリンが自宅で他殺体となって発見される。担当を命じられるラスティ。調査を進めるうち、彼女が検事局の何人もの男性スタッフと関係を持っていることが明らかになる。彼女は出世欲が旺盛で、そのために利用できる男性たちと親密になろうと関係を持ったのだった。
そして捜査を進めていたラスティだったが、突然自らが逮捕されてしまう。現場にあった飲みかけのタンブラーから彼の指紋が採取されたうえ、被害者の体内に残されていた精液の血液型がラスティと同じA型だという鑑定結果が出たからだ。こうしてラスティは、捜査する側から一転して被疑者となってしまった。

## キャスト
| 役名                     | 俳優                           | 日本語吹替                                | 日本語吹替                                                    |
| 役名                     | 俳優                           | ソフト版                                  | テレビ朝日版 （追加収録部分）                                 |
| ------------------------ | ------------------------------ | ----------------------------------------- | ------------------------------------------------------------- |
| ラスティ・サビッチ       | ハリソン・フォード             | 津嘉山正種                                | 磯部勉                                                        |
| レイモンド・ホーガン     | ブライアン・デネヒー           | 小林清志                                  | 石田太郎 （銀河万丈）                                         |
| サンディ・スターン       | ラウル・ジュリア               | 有川博                                    | 小川真司 （菅生隆之）                                         |
| バーバラ・サビッチ       | ボニー・ベデリア               | 一柳みる                                  | 弥永和子 （深見梨加）                                         |
| ラレン・リトル判事       | ポール・ウィンフィールド       | 小林修                                    | 麦人                                                          |
| キャロリン・ポルヒーマス | グレタ・スカッキ               | 駒塚由衣                                  | 小山茉美                                                      |
| ダン・リップランザー警部 | ジョン・スペンサー             | 池田勝                                    | 池田勝                                                        |
| トミー・モルト           | ジョー・グリファシ             | 谷口節                                    | 千田光男                                                      |
| ニコ・デラ・ガーディア   | トム・マーディロジアン         | 佐古正人                                  | 小山武宏                                                      |
| 熊谷                     | サブ・シモノ                   | 緒方賢一                                  | 円谷文彦                                                      |
| ジェイミー・ケンプ       | ブラッドリー・ウィットフォード | 荒川太郎                                  | 大滝進矢                                                      |
| ナット・サビッチ         | ジェシー・ブラッドフォード     | 松本梨香                                  | 喜田あゆ美                                                    |
| ウェンデル               | ジョゼフ・マゼロ               | 大谷育江                                  |                                                               |
| レオン・ウェルズ         | リーランド・ギャント           | 沢木郁也                                  | 立木文彦                                                      |
| モーリー・ディッカーマン | デヴィット・ウォール           | 有本欽隆                                  | 辻親八                                                        |
| ユージニア               | アンナ・マリア・ホースフォード | さとうあい                                | 磯辺万沙子                                                    |
| ライオネル・ケネリー     | マディソン・アーノルド         | 石森達幸                                  | 糸博                                                          |
| ハロルド・グリーア警部   | タッカー・スモールウッド       |                                           | 立木文彦                                                      |
| ポルヒーマス氏           | ミカエル・トーラン             | 有本欽隆                                  |                                                               |
| 検察官                   | ジェフリー・ライト             |                                           |                                                               |
| その他                   | その他                         | 糸博 塚田正昭 辻親八 高宮俊介 西宏子      | さとうあい 星野充昭 木藤聡子 後藤敦 補完部分キャスト 佐瀬弘幸 |
| 日本語版スタッフ         |                                |                                           |                                                               |
| 演出                     | 演出                           | 福永莞爾                                  | 伊達康将                                                      |
| 翻訳                     | 翻訳                           | 古田由紀子                                | たかしまちせこ （松崎広幸）                                   |
| 調整                     | 調整                           | 住谷真 土屋雅紀                           | 高久孝雄                                                      |
| 効果                     | 効果                           |                                           | リレーション                                                  |
| プロデューサー           | プロデューサー                 |                                           | 福吉健                                                        |
| 制作                     | 制作                           | ワーナー・ホーム・ビデオ プロセンスタジオ | 東北新社                                                      |
| 解説                     | 解説                           | N/A                                       | 淀川長治                                                      |
| 初回放送                 | 初回放送                       | N/A                                       | 1995年11月26日 『日曜洋画劇場』                               |

※ テレビ朝日版は2021年1月20日にWOWOWで放送される際、地上波放送時にカットされた部分を追加録音した「吹替補完版」が放送された。その際、故人などの各声優の部分は別の声優が代役を務めた。

## スタッフ
- 監督：アラン・J・パクラ
- 製作：シドニー・ポラック　他